# Cymbopetalum steyermarkii
Cymbopetalum steyermarkii är en kirimojaväxtart som beskrevs av Nancy A. Murray. Cymbopetalum steyermarkii ingår i släktet Cymbopetalum, och familjen kirimojaväxter. Inga underarter finns listade i Catalogue of Life.